# جو مانسوتو
جو مانسوتو (انگلیسی: Joe Mansueto؛ زادهٔ ۳ سپتامبر ۱۹۵۶) کارآفرین، سرمایه‌دار و مدیر اجرایی اهل ایالات متحده آمریکا است، که در سال ۱۹۸۴ شرکت خدمات مالی مورنینگ‌استار را تأسیس کرد. وی هم‌اکنون ریاست هیئت مدیره این شرکت را برعهده دارد. همچنین مالک شیکاگو فایر محسوب می‌شود.